# Каланда
Кала̀нда (на испански: Calanda) е град в Испания. Намира се в провинция Теруел на автономната област Арагон. Разположен е на 143 км североизточно от провинциалния център Теруел. Население 3729 души по данни по данни от 1 януари 2017 г.

## Личности
Родени
- Луис Бунюел (1900 – 1983), кинорежисьор
- Гаспар Санс (1640 – 1710), композитор и китарист

## Побратимени градове
- Фрузен, Франция